# Rhysipolis maritimus
Rhysipolis maritimus är en stekelart som beskrevs av Spencer 1999. Rhysipolis maritimus ingår i släktet Rhysipolis och familjen bracksteklar. Inga underarter finns listade i Catalogue of Life.